# The Amazing Maurice
The Amazing Maurice (bra: O Fabuloso Maurício; prt: O Incrível Maurice) é um filme de comédia de fantasia animado digitalmente de 2022 dirigido por Toby Genkel e codirigido por Florian Westermann, a partir de um roteiro de Terry Rossio, baseado no romance de 2001 The Amazing Maurice and His Educated Rodents de Terry Pratchett. O filme é estrelado por Hugh Laurie, Emilia Clarke, David Thewlis, Himesh Patel, Gemma Arterton, Joe Sugg, Ariyon Bakare, Julie Atherton, Rob Brydon, Hugh Bonneville e David Tennant. A história segue Maurice, um gato ruivo esperto que faz amizade com um grupo de ratos falantes inventando um golpe para ganhar dinheiro.
Uma adaptação cinematográfica do romance de Pratchett foi anunciada em junho de 2019, com Rossio escrevendo o roteiro. A maioria dos membros do elenco principal foi contratada em novembro de 2020, com elenco adicional sendo adicionado em maio de 2021. A animação foi fornecida pelo Studio Rakete e Red Star 3D.
The Amazing Maurice teve sua estreia no Festival de Animação de Manchester em 13 de novembro de 2022, e foi lançado no Reino Unido em 16 de dezembro, pela Sky Cinema. Foi lançado em 3 de fevereiro de 2023 pela Viva Pictures nos Estados Unidos. O filme recebeu críticas geralmente positivas da crítica.

## Elenco
- Hugh Laurie como Maurice
- Emilia Clarke como Malicia
- David Thewlis como Chefe
- Himesh Patel como Keith
- Gemma Arterton como Peaches
- Hugh Bonneville como Prefeito
- David Tennant como Feijões Perigosos
- Rob Brydon como Flautista
- Julie Atherton como Nutricionista
- Ariyon Bakare como Darktan
- Joe Sugg como Sardines
- Peter Serafinowicz como Morte

## Lançamento
The Amazing Maurice estreou no Festival de Animação de Manchester em 13 de novembro de 2022, e foi lançado no Reino Unido em 16 de dezembro, pela Sky Cinema. O lançamento está previsto para 3 de fevereiro de 2023 nos Estados Unidos pela Viva Pictures, após ter sido adiado para 13 de janeiro de 2023. Teve sua estreia americana no Festival de Cinema de Sundance de 2023.